# Bădragii Noi, Edineț
Bădragii Noi este un sat din raionul Edineț, Republica Moldova.

## Istorie
Situat pe malul stâng al râului Prut, satul Bădragii Noi apare pentru prima dată pe harta județului Hotin după 1812. La recensământul din 1899 au fost înregistrate 73 de gospodării cu 187 de bărbați și 161 de femei. În 1904 numărul caselor ajunge la 138, iar populația satului constituie 1012 locuitori.
În 1904 în sat funcționează o biserică, pe lângă care este deschisă o școală eparhială. În anul de studii 1910 - 1911 la școală învățau 63 de copii, iar în 1912 - 1913 – 60 de copii.
În 1930 se afla în plasa Briceni, județul Hotin.

## Resurse naturale
Satul Bădragii Noi este situat pe o suprafață de 1792,26 ha, dintre care: 
- terenuri cu destinație agricolă – 1469,71 ha;
- terenuri ale fondului silvic – 32,39 ha;
- bazine acvatice – 60,7 ha;
- alte terenuri – 229,46 ha.

## Economie
În 2018, pe teritoriul satului activau următorii agenți economici:
- SRL „Ervenial” – prelucrează 94,90 ha de teren agricol arendate de la proprietarii de pământ
- SRL „Iurival Agro” – 187,5 ha (gospodărie agricolă)
- SRL „Vivasna” – 74,35 ha (gospodărie agricolă)
- SRL „SuperAgro” – 203,55 ha; (gospodărie agricolă)
- SRL „Vovc și K” – 137,84 ha; (gospodărie agricolă)
- CAP „Badrajanca” – 205,5 ha; (gospodărie agricolă)
- Gospodării țărănești – 379,02 ha
- Î.I „Lungu Vasile” – oloinița
- Î.I. „Mațcan Nicolae” – moară și oloiniță
- Î.I. „Baban Gheorghe” – moară
- Î.I. „Susanu Ion” – comerț
- Î.I. „Calpajiu Veronica” – comerț
- Î.I. „Gîscă Adela” – comerț
- Î.I. „Panciuc Gheorghe” – comerț
- Magazin mixt – URECOOP
- Asociația de Economii și Împrumut a cetățenilor
- SRL „Grumval” - Fabrica de conserve, prelucrează fructe, legume

În sat funcționează 3 puncte de colectare a laptelui.

## Sfera socială
În satul Bădragii Noi funcționează gimnaziul în care învață 109 copii, grădinița de copii pentru 60 de locuri, căminul cultural, Centrul Medicilor de Familie, oficiul poștal, biblioteca publică. În parcul din centrul satului se află monumentul eroilor căzuți în luptă pentru apărarea Patriei.
În anul 2000 a fost deschis un paraclis ce poartă numele „Sf. Parascheva”, care cu contribuția creștinilor din sat și a oamenilor de bună credință se reconstruiește și se va transforma în timpul apropiat într-o biserică. Hramul satului este sărbătorit la 27 octombrie.
În sat activează 4 organizații obștești:
- Asociația părinți-pedagogi – „Aramat”;
- ONG - „Izvorul Cristalin”;
- ONG – „Colibri”;
- ONG – „Băscăceni”.

## Demografie
La recensământul din 2004, populația comunei Bădragii Noi constituia 1 234 de oameni, dintre care 589 - bărbați și 645 - femei. Compoziția etnică a populației comunei: 98,78% - moldoveni, 0,65% - ucraineni, 0,24% - ruși, 0,08% - polonezi, 0,08% - romi.
Conform datelor recensământului din 2014 comuna are o populație de 1 093 de locuitori, dintre care 46,4% - bărbați și 53,6% - femei.
| Grup etnic                    | Populație | % Procentaj |
| ----------------------------- | --------- | ----------- |
| Băștinași declarați Moldoveni | 1 043     | 95,4%       |
| Români                        | 41        | 3,8%        |
| Alții                         | 9         | 0,8%        |
| Total                         | 1 093     |             |

## Administrație și politică
Primarul este Monica Cudievschi-Raducan, din partea Partidului Social Democrat European, aleasă în 2023.
Componența Consiliului local Bădragii Noi (9 consilieri), ales la 5 noiembrie 2023, este următoarea:
|  | Partid                              | Consilieri | Componență | Componență | Componență | Componență |
|  | ----------------------------------- | ---------- | ---------- | ---------- | ---------- | ---------- |
|  | Partidul Social Democrat European   | 4          |            |            |            |            |
|  | Partidul Acțiune și Solidaritate    | 2          |            |            |            |            |
|  | Candidat independent ADELINA MAȚCAN | 1          |            |            |            |            |
|  | Liga Orașelor și Comunelor          | 2          |            |            |            |            |

## Personalități
- Vasile Romanciuc (n. 1947), poet